# غارث روبنسون
غارث روبنسون (بالإنجليزية: Garth Robinson) هو عداء سريع جامايكي، ولد في 11 أكتوبر 1970 في لندن في المملكة المتحدة.

## وصلات خارجية
- غارث روبنسون على موقع الاتحاد الدولي لألعاب القوى (الإنجليزية)
- غارث روبنسون على موقع أوليمبيديا (الإنجليزية)
- غارث روبنسون على موقع اتحاد ألعاب الكومنولث (مؤرشف) (الإنجليزية)